# بودن در جهان
بودن در جهان (به انگلیسی: Being in the World) یک فیلم مستند محصول سال ۲۰۱۰ به کارگردانی تائو روسپولی است. این فیلم بر اساس فلسفه مارتین هایدگر و با الهام از هوبرت درایفوس ساخته شده است. تعدادی از فیلسوفان برجسته در آن حضور دارند.
فیلسوفانی چون هوبرت دریفوس مارک راثال، شان دورنس کلی، تیلور کارمن، جان هاگلند، ایان تامسون، چارلز تیلور و آلبرت بورگمان در این فیلم حضور دارند. رایان کراس، لیا چیس، مانوئل مولینا، هیروشی ساکاگوچی، جومن اسمیت، آستین پرالتا، باب تیگ، لیندزی بنر و الیزابت گیلبرت از دیگر افرادی که در این فیلم نقش آفرینی می‌کنند.